# Rodrigo Morínigo
Rodrigo Mario Morínigo Acosta (ur. 7 października 1998 w Asunción) – paragwajski piłkarz występujący na pozycji bramkarza, reprezentant Paragwaju, od 2018 roku zawodnik Libertadu.